# Stéphan Meldegg
Stéphan Meldegg, né le 21 février 1937 à Sárospatak, est un metteur en scène du théâtre privé français, un des plus récompensés aussi. Il est par ailleurs comédien et adaptateur. Il a dirigé le Théâtre La Bruyère à Paris pendant 25 ans (de 1982 à 2007).

## Biographie
Stéphan Meldegg est né en 1937 à Sárospatak en Hongrie. Il quitte son pays à l'âge de sept ans pour s'installer en Bavière, où il poursuit ses études secondaires à Munich.
En 1957, il émigre au Canada, puis s'inscrit au Stella Adler Studio à New York en 1958. Puis il devient régisseur assistant au Crest Theater de Toronto jusqu'en 1962, année de son installation en France.
Entre 1962 et 1968, il est régisseur général dans différents lieux : Tréteaux de France, Théâtre vivant, T.E.P. Assiste à la mise en scène Raymond Gérôme, François Périer, Guy Rétoré et Jean Vilar. Il fonde son premier lieu, le restaurant-théâtre "Le tripot", en 1969, puis la compagnie du bois lacté en 1971, pour laquelle il fera ses premières mises en scène.
En 1978, il fonde l'A.R.D.T. en compagnie de Jean-Luc Moreau, Jean-François Prevand et Annie Roussillon, puis prend quatre ans plus tard la direction du théâtre La Bruyère, grâce auquel il connaîtra le succès, en accueillant notamment la compagnie Laurent Terzieff.
Après avoir vendu le théâtre La Bruyère en 2006, Stéphan Meldegg a quitté ses fonctions de directeur fin 2007, pour ne plus se consacrer qu'à l'adaptation et la mise en scène.

## Théâtre

### Metteur en scène
- 1965 : George Dandin ou le Mari confondu de Molière, Théâtre de l'Athénée
- 1966 : Don Carlos de Friedrich von Schiller, Arras
- 1970 : Au bois lacté de Dylan Thomas, Festival du Marais
- 1971 : La Nuit d'Ulysse d'après James Joyce, Théâtre de la Gaîté-Montparnasse
- 1972 : Virage de Claude Laurent d'après Tankred Dorst, décors de Jacques Vimard, café-théâtre Le Tripot, Paris
- 1974 : Othello de William Shakespeare, Festival du Marais
- 1976 : Pique-Soleil d'Alan Rossett, Théâtre La Bruyère
- 1978 : Albert et son pont de Tom Stoppard, Théâtre de la Plaine
- 1979 : Audience et Vernissage de Václav Havel, Festival d'Avignon, Théâtre Essaïon, Théâtre de l'Atelier
- 1980 : L'Habilleur de Ronald Harwood, Théâtre de la Michodière
- 1980 : Pétition de Václav Havel, Théâtre des Mathurins
- 1982 : Au bois lacté de Dylan Thomas, Théâtre La Bruyère
- 1982 : Une nuit pour Vaclav Havel de Pavel Kohout, Festival d'Avignon
- 1984 : Il pleut sur le bitume de Michel Valmer et Stéphan Meldegg d’après James Hadley Chase, Théâtre La Bruyère
- 1986 : Largo Desolato de Václav Havel, Théâtre La Bruyère
- 1987 : La Valse du hasard de Victor Haïm, Théâtre La Bruyère
- 1988 : Entre nous soit dit d’Alan Ayckbourn, Théâtre La Bruyère
- 1990 : Moi, Feuerbach de Tankred Dorst, Théâtre La Bruyère
- 1991 : Cuisine et Dépendances d'Agnès Jaoui et Jean-Pierre Bacri, Théâtre La Bruyère
- 1992 : Brûlez tout de Lanford Wilson, Théâtre La Bruyère
- 1992 : Le Refuge de James Saunders, Théâtre La Bruyère
- 1992 : C’était bien de James Saunders, Théâtre La Bruyère
- 1993 : L’Ampoule magique de Woody Allen, Théâtre La Bruyère
- 1994 : Un air de famille d'Agnès Jaoui et Jean-Pierre Bacri, Théâtre de la Renaissance
- 1994 : Rossini ou la fleur de l’âge de Claude d'Anna et Laure Bonin, Théâtre La Bruyère
- 1995 : Scènes de la vie conjugale d'Ingmar Bergman, Théâtre de la Madeleine
- 1996 : Temps variable en soirée d’Alan Ayckbourn, Théâtre de la Renaissance
- 1997 : Douze hommes en colère de Reginald Rose, Théâtre Marigny
- 1998 : Popcorn de Ben Elton, Théâtre La Bruyère
- 1998 : Pour la galerie de Claude d'Anna et Laure Bonin, Théâtre de l'Œuvre
- 1999 : Les Lunettes d’Elton John de David Farr, théâtre Tristan-Bernard
- 1999 : De si bons amis de Joe Penhall, Théâtre La Bruyère
- 2000 : Alarmes, etc. de Michael Frayn, Théâtre Saint-Georges
- 2001 : Un homme à la mer de Ghigo de Chiara, Théâtre La Bruyère
- 2001 : Itinéraire bis de Xavier Daugreilh, Théâtre La Bruyère
- 2003 : Des cailloux pleins les poches de Marie Jones, Théâtre La Bruyère
- 2004 : Un baiser, un vrai de Chris Chibnall, Théâtre de l'Œuvre
- 2004 : Nature et dépassement de Olivier Dutaillis et Joëlle Seranne, Théâtre La Bruyère
- 2005 : Tantine et moi de Morris Panych, Théâtre La Bruyère
- 2006 : L'Escale de Paul Hengge, Théâtre La Bruyère
- 2006 : Fermeture définitive de Benjamin Bellecour et Pierre-Antoine Durand, Théâtre La Bruyère
- 2006 : Opus cœur d'Israël Horovitz, Théâtre Hébertot
- 2007 : Le Professionnel de Dušan Kovačević, Théâtre Rive Gauche
- 2007 : Un monde fou de Becky Mode, Théâtre La Bruyère
- 2009 : Douze hommes en colère de Reginald Rose, Théâtre de Paris
- 2011 : Diplomatie de Cyril Gely, Théâtre de la Madeleine

### Comédien
- Épiphanie de John Lewis Carlino
- Bain d’oiseau de Léonard Melfi
- Grand’peur et misère du IIIe Reich de Bertolt Brecht
- Rosencrantz et Guildenstern sont morts de Tom Stoppard
- Largo desolato de Václav Havel
- Temps contre temps de Ronald Harwood
- Un coin d’azur de Jean Bouchau
- 1965 : Le Hasard du coin du feu de Crébillon fils, mise en scène Jean Vilar, théâtre de l'Athénée
- 1965 : Les Séquestrés d'Altona de Jean-Paul Sartre, mise en scène François Périer, théâtre de l'Athénée
- 1972 : Le Soir des diplomates de et mise en scène Romain Bouteille, théâtre de Poche-Montparnasse
- 1982 : Au bois lacté de Dylan Thomas, Théâtre La Bruyère
- 1983 : Mort accidentelle d'un anarchiste de Dario Fo, mise en scène Jacques Échantillon, Théâtre La Bruyère
- 1995 : La Chambre d'amis de Loleh Bellon, mise en scène Jean Bouchaud, Petit Théâtre de Paris
- 2000 : Mort accidentelle d'un anarchiste de Dario Fo, mise en scène Jacques Échantillon, Théâtre La Bruyère
- 2001 : Itinéraire bis de Xavier Daugreilh, mise en scène Stéphan Meldegg, Théâtre La Bruyère

### Adaptateur
Il a adapté de nombreuses pièces avec sa femme, la comédienne et écrivain Attica Guedj.
- Audience et vernissage de Václav Havel
- Petition de Václav Havel
- Largo Desolato de Václav Havel
- Albert’s Bridge (Albert et son pont) de Tom Stoppard
- Jumpers (Les acrobates) de Tom Stoppard, avec Jean-François Prevand
- The dresser (L’habilleur) de Ronald Harwood
- Just between ourselves (Entre nous soit dit)Alan Ayckbourn
- Making it better (C’était bien) de James Saunders
- Brûlez tout de Lanford Wilson
- The floating light bulb (L’ampoule magique) de Woody Allen
- Retreat (Le refuge) de James Saunders
- Twelve angry men (Douze hommes en colère) de Reginald Rose
- Pop corn de Ben Elton
- Elton John’s glasses (Les lunettes d’Elton John) David Farr
- Love and misunderstanding (De si bons amis) Joe Penhall
- Un baiser, un vrai de Chris Chibnall
- L'escale de Paul Hengge

## Filmographie

### Cinéma
- 1975 : Un sac de billes de Jacques Doillon
- 1977 : Bobby Deerfield de Sydney Pollack
- 1977 : March or Die de Dick Richards
- 1978 : Le Dossier 51 de Michel Deville
- 1981 : Il faut tuer Birgitt Haas de Laurent Heynemann
- 1981 : L'Ombre rouge de Jean-Louis Comolli
- 1982 : La passante du Sans-Souci de Jacques Rouffio
- 1999 : Le Double de ma moitié d'Yves Amoureux
- 2000 : L'Envol de Steve Suissa

### Télévision
- 1972 : Les Thibault de Jacques Boutet
- 1975 : Les Brigades du Tigre, épisode La Couronne du Tsar de Victor Vicas
- 1979 : Par-devant notaire segment Le Bout du monde : Le touriste allemand
- 1984 : Des grives aux loups de Philippe Monnier : Nicolas
- 1986 : Le Bal d'Irène de Jean-Louis Comolli
- 1986 : Nazi Hunter : the Beate Klarsfeld story de Michael Lindsay-Hogg
- 1987 : Le Temps d'Anaïs de Jacques Ertaud
- 1987 : Marc et Jérôme de Roger Pigaut
- 1988 : M'as-tu vu d'Éric Le Hung
- 1988 : Espionne et tais-toi de Claude Boissol
- 1989 : Crossbow (série télévisée) : The adventures of William Tell
- 1989 : Nick chasseur de têtes de Jacques Doniol-Valcroze
- Last tangle in Paris de Baz Taylor
- 1992 : Notorious de Coline Bucksley
- 1992 : Force de frappe Série télévisée : Force de frappe de Bruno Gantillon
- 1993 : L'Instit Série télévisée : Concerto pour Guillaume de Jacques Ertaud
- 1994 : Cognacq-Jay de Laurent Heynemann
- 1994 : Jalna de Philippe Monnier
- 1994 : La Corruptrice de Bernard Stora
- 2000 : Deux femmes à Paris de Caroline Huppert

## Distinctions
- Molières 1989 : Nomination au Molière du théâtre privé pour Entre nous soit dit d'Alan Ayckbourn, Théâtre La Bruyère
- Molières 1990 : Nomination au Molière du théâtre privé pour Moi, Feuerbach de Tankred Dorst, Théâtre La Bruyère
- Molières 1992 : Molière du théâtre privé pour Cuisine et Dépendances d'Agnès Jaoui et Jean-Pierre Bacri, Théâtre La Bruyère
- Molières 1992 : Nomination au Molière du théâtre privé pour C'était bien de James Saunders, Théâtre La Bruyère
- Molières 1996 : Nomination au Molière du théâtre privé pour Scènes de la vie conjugale d'Ingmar Bergman, mise en scène avec Rita Russek, Théâtre de la Madeleine
- Molières 2004 : Nomination au Molière du théâtre privé pour Des cailloux plein les poches de Marie Jones, Théâtre La Bruyère
- Molières 2011 : Nomination au Molière du théâtre privé pour Diplomatie de Cyril Gely, Théâtre de la Madeleine